# جمجمه مشتعل
جمجمه مشتعل (به انگلیسی: Blazing Skull) یک شخصیت خیالی ناقهرمان در کتاب‌های کامیک آمریکایی منتشر شده توسط مارول کامیکس است؛ که توسط باب دیوس خلق شده‌است؛ و برای اولین بار، در شمارهٔ ۵ از مجلهٔ میستیک کمیکس در ژوئیه ۱۹۴۱ معرفی شد.

## زندگینامه ساختگی شخصیت
او یک روزنامه نگار بین‌المللی بود. او در ابتدای جنگ نازی ها با ژاپنی ها به یک غار پناه برد. وی در غار یک مرد را دید. او جلو تر آمد و دید آن مرد «مرد جمجمه‌ی سوخته» است. او نیرو و مواد شیمیایی را وارد بدن مارک تاد کرد و آن را تبدیل به جمجمه مشتعل کرد. او از شکلی که داشت تنفر به خرج می‌داد. او با ماسک صورت خود را می پوشانید و با کلاه سر خود و با کت بدن خود را می پوشانید. او بعد از جنگ بهترین روزنامه نگار سال ۴۱ در کشور نازی ها شد. او می‌خواست انسان خوبی باشد اما با وجود این ارواح در بدن خود نمی‌توانست انسان زیاد خوبی باشد . او شخصیتی‌خنثیٰ است.